# Касета (албум)
Касета представља трећи албум српског хип хоп музичара Расте који је, у сарадњи са новосадском групом Унија, објавио 2010. године. Касета наставља да осликава утицаје америчког југа који се могао чути и на претходном албуму, овог пута више у стилу кранка (енгл. crunk), који је био претеча треп музике. Татула, Дрипац и Давид из Уније су, заједно са Растом, српској публици у 10 песама представили Crunk’n’B и песмама попут Пилула, Само играј и Она тако је добра освежили напету сцену. Већину песама на албуму продуцирао је Jappez, док је Џи продуцирао песму Само играј, Мисти Хоћу да те нађем, Раста песму Пилула, а песму Видим да заједно су радили Jappez и Мисти.

## Песме
| Бр. | Назив песме                   | Трајање |
| --- | ----------------------------- | ------- |
| 1.  | Интро (feat. Sonia)           | 01:30   |
| 2.  | Где год да ме ставе           | 04:30   |
| 3.  | Она је тако добра             | 04:05   |
| 4.  | Само играј                    | 04:19   |
| 5.  | Хоћу да те нађем              | 04:43   |
| 6.  | Буди гола                     | 03:14   |
| 7.  | Видим да                      | 04:26   |
| 8.  | Ја бих да прођем (feat. Мија) | 03:58   |
| 9.  | Можеш само гледати            | 04:51   |
| 10. | Пилула                        | 04:38   |